# Cristiano, Conde de Rosenborg
Cristiano, Conde de Rosenborg nasceu no Palácio de Sorgenfri como "Sua Alteza o príncipe Cristiano da Dinamarca". Era o filho mais novo do príncipe herdeiro Canuto e de sua esposa, a princesa Carolina Matilda.